# Eusynthemis tillyardi
Eusynthemis tillyardi – gatunek ważki z rodziny Synthemistidae.